# Maszkowo (Nowe Warpno)
Maszkowo (deutsch Moritzhof) ist ein Wohnort in der Gemeinde Nowe Warpno (Neuwarp) im Powiat Policki (Pölitzer Kreis) der polnischen Woiwodschaft Westpommern. Der Wohnort Maszkowo gehört zum Schulzenamt Brzózki (Althagen).

## Geographische Lage
Maszkowo liegt im östlichen Vorpommern, etwa einen Kilometer nördlich des Dorfs Myślibórz Wielki (Groß Mützelburg), neun Kilometer südwestlich der Stadt Nowe Warpno, 20 Kilometer nordwestlich der Stadt Police (Pölitz) und 32 Kilometer nordwestlich von Stettin (Szczecin).

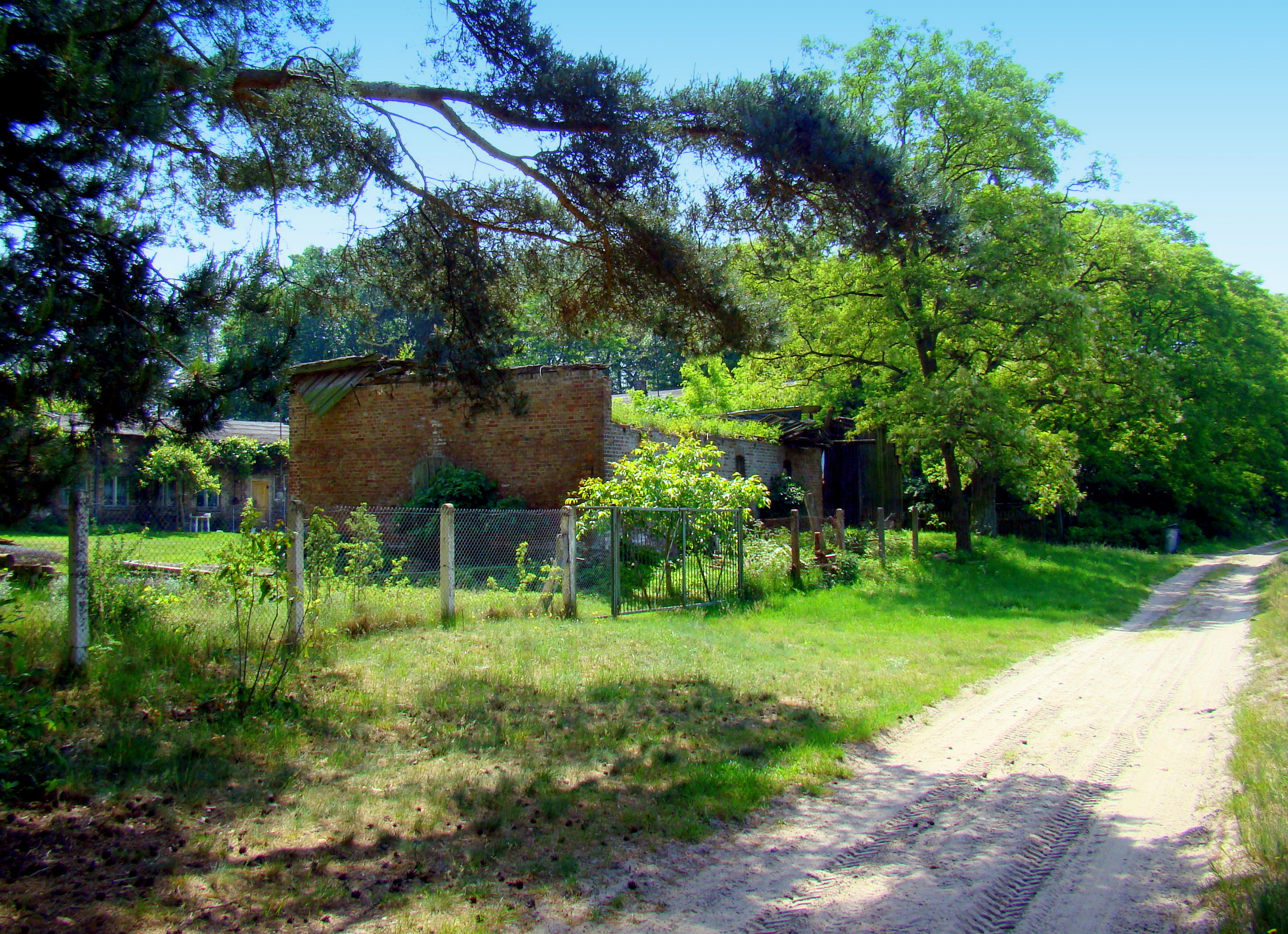
Gebäude des Orts

## Geschichte
Der Wohnort Moritzhof war Anfang der 1930er Jahre ein Wohnort in der Gemeinde Mützelburg im Landkreis Ueckermünde im Regierungsbezirk Stettin der Provinz Pommern. Im Jahr 1939 hatte Moritzhof zehn Einwohner. In der Endphase des Zweiten Weltkriegs wurde die Ortschaft am 27. April 1945 von der Roten Armee besetzt. Nach dem Zweiten Weltkrieg wurde die Ortschaft, die im sogenannten Stettiner Zipfel liegt, im Oktober 1945 Teil Polens. Moritzhof wurde in Maszkowo umbenannt.

## Kirche
Im Jahr 1925 waren sämtliche Bewohner Moritzhofs evangelisch; sie gehörten zum evangelischen Kirchspiel Luckow.